# Atzacoalco
Atzacoalco es una zona residencial en la alcaldía Gustavo A. Madero y el municipio de Ecatepec de Morelos  asentado en lo que era el pueblo de Atzacalco, uno de los cuatro barrios o campan en que se dividía la Gran Tenochtitlan, capital de Imperio Azteca aparte de su vecino Xalostoc.
Ubicada al noreste, su nombre proviene de la palabra náhuatl atzaquea: detener el agua, y el prefijo -co, que funciona como las preposiciones castellanas en, hacia, sobre, "Lugar donde se detiene el agua" o "Lugar de la presa".
Mientras que Moyotlan era la más urbanizada, Cuepopan era zona de paso hacia el mercado de Tlatelolco y Teopan era la de mayor extensión territorial, pero no la más poblada, Atzacoalco se caracterizó por ser menos urbanizada en comparación con las otras tres zonas residenciales, pero también por albergar zonas de áreas verdes, de cultivo y de caza. Su estandarte era una especie de gran parasol de plumas doradas, y era portado por el general del ejército azteca.
Es una zona que cuenta con diversas curiosidades históricas, como haber sido uno de los extremos del gran albarradón construido por Moctecuhzoma Ilhuicamina por consejo de Nezahualcoyotl, a raíz de una gran inundación sufrida en Tenochtitlán, y que requirió el esfuerzo conjunto de los señoríos de Coyoacán, Xochimilco, la capital azteca y los Tecpanecas.
En la colonia conocida ahora como Antiguo Pueblo de Santiago Atzacoalco, sobrevive precariamente una iglesia colonial, que realmente está compuesta por dos templos, uno dedicado al Señor de la Cañita, y otro a Santiago Apóstol, que datan de finales del siglo XVI.
El emblemático pintor José María Velasco realizó una pintura en la localidad, llamada Rocas del cerro de Atzacoalco, óleo sobre tela que forma parte de la colección del Museo Nacional de Arte.
En cuanto a rocas, en el atrio de dicha iglesia se encontraba otra de estas curiosidades: el llamado Banco Atzacoalco. El ingeniero Roberto Gayol, en 1895, utilizó una roca basáltica a la que consideró como un afloramiento libre de hundimientos como referencia para la valiosa nivelación topográfica que realizó como parte de un estudio histórico sobre el hundimiento de la ciudad de México. Dicha roca resultó estar suelta y descansar sobre arcilla, sin embargo, se ubicó en las inmediaciones un afloramiento confiable, al que se siguió denominando Banco Atzacoalco.
Varias colonias conservan el nombre de la antigua zona residencial azteca. El mencionado Pueblo Antiguo de Santiago Atzacoalco, ubicado a lo largo de la Avenida Centenario, desde su confluencia con Martín Carrera, hasta la Unidad Habitacional CTM Atzacoalco cuyos límites son la Autopista México-Pachuca, Avenida Centenario y el Río de los Remedios, por donde pasa el Anillo Periférico y hace frontera con los municipios de Ecatepec y Tlanepantla. La colonia Nueva Atzacoalco se encuentra más al este, limitada por el Periférico, la Avenida Eduardo Molina y la avenida Gran Canal.
Algunas colonias que colindan son: Del Obrero, Barrio San José La Pradera, Salvador Díaz Mirón, Torres de Quiroga, Gabriel Hernández, Vasco de Quiroga; las dos últimas cuentan con un mercado popular. Anteriormente pasaba un tren sobre la avenida Ferrocarril Hidalgo, que partia de su estacion terminal en Peralvillo, en la esquina de la Calzada de Guadalupe y la Avenida Canal del Norte, teniendo como destino final la ciudad de Pachuca, Hgo. Cuando la antigua carretera de Mexico a Pachuca se pavimento, (siendo la primer carretera con pavimento en el Pais), a principio  de los 1920s., este tren dejo de operar en forma definitiva.                                             Pero hubo otra ruta de ferrocarril, la mas importante, por ser el primer ferrocarril del Pais desde el 1o. de Enero de 1873: El Ferrocarril Mexicano, de la CDMX al Puerto de Veracruz. Este pasaba por Atzacoalco y dejo de pasar hasta 1959, cuando le desviaron su ruta desde Xalostoc, Mx.,para llevarlo por la ruta de Tenayuca y el Valle, hasta Buenavista. En su ruta original, desde la estacion de La Villa, entraba a Atzacoalco en el costado Poniente del Pueblo, a las faldas del cerro de Guerrero y pasaba paralelo a la carretera a Pachuca, salir del pueblo en el famoso "Puente Negro", sobre el rio de los Remedios y limite de la CDMX con el EdoMex.; actualmente su trazo es una avenida que limita el Pueblo de Atzacoalco, con las colonias Martin Carrera, Gabriel Hernandez y Unidad CTM Atzacoalco.